# Hunter Lee
Hunter Jeffery Lee (31 de octubre de 1999) es un deportista canadiense que compite en lucha libre. En los Juegos Panamericanos de 2023 obtuvo una medalla de bronce en la categoría de 86 kg.

## Palmarés internacional
| Juegos Panamericanos | Juegos Panamericanos | Juegos Panamericanos | Juegos Panamericanos |
| Año                  | Lugar                | Medalla              | Categoría            |
| -------------------- | -------------------- | -------------------- | -------------------- |
| 2023                 | Santiago (Chile)     | Medalla de bronce    | 86 kg                |